# Журешниця
Журешниця (мак. Журешница) — річка в Північній Македонії на південному схилі гори Бушева Планина, на північ від Демир-Хисара.

## Течія
Витікає на висоті 1390 м.н.м. на північний захід від Крушево. Впадає в річку Црну біля с. Сладуєво, 625 м.н.р.м. Проходить через села Острільці та Журче. Довжина 17,8 км. Займає площу водозбірного басейну 41,7 км².